# Turno de oficio (serie de televisión)
Turno de oficio es una serie de televisión, producida por B.M.G. Films para Televisión Española y emitida entre el 7 de octubre de 1986 y el 28 de enero de 1987 por TVE-2. Dirigida por Antonio Mercero, fue el primer trabajo en televisión de Juan Echanove, que poco antes se había dado a conocer con Tiempo de silencio.

## Concepto
La serie muestra el mundo de la justicia y la delincuencia en el Madrid de mediados de los años 80 a través de sus protagonistas, tres abogados con distintas edades y formas de ver la vida, pero que comparten trabajar en el turno de oficio, el servicio de representación jurídica gratuita para personas sin recursos que da nombre a la serie.

### Argumento
Cosme (Juan Echanove) es un joven de buena familia, que vive con una madre sobreprotectora (Irene Gutiérrez Caba) y prepara sin convicción las oposiciones a notario. Una noche se ve mezclado en una pelea y acaba detenido. En el juzgado de guardia conocerá a Eva (Carme Elías) y a ‘El Chepa’ (Juan Luis Galiardo), dos abogados que le inspirarán a abandonar las oposiciones y a comenzar a ganarse la vida como abogado del turno de oficio.
A lo largo de la serie se entrelazan los casos en los que trabajan los tres abogados con sus vidas personales, revelándose poco a poco su pasado y explorando cada capítulo las complejas relaciones que mantienen entre sí. El resultado es una serie donde se mezclaba el drama, los temas sociales y el género negro, mostrando una visión realista de la delincuencia y del sistema judicial de aquella época.

## Episodios
La serie se emitió semanalmente en TVE-2 desde el 7 de octubre de 1986 hasta el  28 de enero de 1987, durando cada episodio 55 minutos; se emitía los martes, salvo los tres últimos, que fueron emitidos en miércoles.
- Capítulo 1: El hijo del notario (7 de octubre de 1986).
- Capítulo 2: La toga (14 de octubre de 1986).
- Capítulo 3: Una sortija muy guapa (21 de octubre de 1986).
- Capítulo 4: Tres patitos (28 de octubre de 1986).
- Capítulo 5: Jardines en el cielo (4 de noviembre de 1986).
- Capítulo 6: Cosecha del 73 (11 de noviembre de 1986).
- Capítulo 7: Caballo y colorado (18 de noviembre de 1986).
- Capítulo 8: Los testigos (25 de noviembre de 1986).
- Capítulo 9: La mudanza (2 de diciembre de 1986).
- Capítulo 10: La ley del burle  (9 de diciembre de 1986).
- Capítulo 11: El violador  (16 de diciembre de 1986).
- Capítulo 12: Juguetes bajo la lluvia  (23 de diciembre de 1986).
- Capítulo 13: Las manos del tiempo (30 de diciembre de 1986).
- Capítulo 14: Investigación privada (6 de enero de 1987).
- Capítulo 15: Con la venia, Señoría  (14 de enero de 1987).
- Capítulo 16: Buenas noches, mamá  (21 de enero de 1987).
- Capítulo 17: Oso de peluche (28 de enero de 1987).

## Reparto y personajes

### Personajes principales
- Juan Luis Galiardo como Juan Luis Funes 'El Chepa', abogado bebedor y desencantado.[6]
- Carme Elías como Eva, abogada feminista, reacia a las relaciones sentimentales por algún episodio oscuro de su pasado.[6]
- Juan Echanove como Cosme, un personaje noble y altruista completamente.[2]
- Irene Gutiérrez Caba como Doña Marina, la madre de Cosme.

### Personajes secundarios
La serie contó con alrededor de 300 personajes secundarios, y aunque la mayoría aparecieron en un único episodio, algunos tuvieron una mayor presencia a lo largo de la serie.
- Ángeles Mácua como Angelita, la secretaria de 'El Chepa'.
- Beatriz Rossat como Pili, la secretaria del bufete de Eva, en ocasiones interés romántico de Cosme.
- José Sancho como Germán, dentista pretendiente de Eva.
- Carmen Gran como Nines, compañera de bufete de Eva.
- Adriana Ozores como Tere, novia de Cosme al principio de la serie.

## Producción

### Antecedentes
La televisión española no había tocado con anterioridad a Turno de oficio el tema del sistema judicial, aunque sí es cierto que algunos de los conceptos de la serie ya habían aparecido con anterioridad en Anillos de oro, una serie de 1983 en la que también se mezclaban la vida personal y profesional de los dos abogados protagonistas, con guiños a la realidad social de aquel momento.
Por su parte, la premisa del joven abogado que no sigue el camino planificado por su familia está libremente basada en la propia experiencia de su creador, Antonio Mercero, cuya familia le presionó para ser abogado, si bien acabó decantándose por seguir su vocación. De hecho, este mismo suceso biográfica inspira su película de 1979 La noche del licenciado.

### Desarrollo
En 1984, tras el éxito que había supuesto Verano azul (1979-1980), Antonio Mercero y RTVE empezaron a discutir la posibilidad de crear una nueva serie, si bien ni la cadena de televisión ni el director lograban ponerse de acuerdo en el tema. Fue Juan Luis Galiardo, recién regresado de su etapa México, quien propuso hacer una serie sobre el sistema judicial español desde la perspectiva de los más indefensos y basándose en historias reales.
Para crear los personajes y desarrollar las tramas, Mercero contó con Manolo Matji y Horacio Valcárcel, que además de inspirarse en las noticias de prensa, visitaron juzgados y leyeron sumarios para poder crear historias creíbles. Uno de los primeros problemas que se encontraron fue que, a diferencia de los sistemas judiciales de otros países, el español era bastante rígido y burocrático, poco impresionante y con escaso margen para dar vueltas al argumento (en aquellos años ni siquiera se habían introducido los jurados populares), por lo que los guionistas tuvieron que desarrollar, más que lo que pasaba dentro del juicio, lo que sucedía alrededor del mismo.
Con la idea ya desarrollada, RTVE encargó a B.M.G. Films la producción de 17 episodios, que costaron aproximadamente 400 millones de pesetas (unos 2’4 millones de euros). Con ese presupuesto, la serie pudo contar con un amplio reparto, muchos de ellos actores veteranos como el propio Galiardo, que no obstante dejó de lado su habitual papel de galán. También fue sorprendente la elección de un por entonces desconocido Juan Echanove, al que recomendó el también actor Pedro Mari Sánchez, que había trabajado junto a él en una obra del Teatro Español.
La serie cuidó mucho los espacios urbanos, el habla y el aspecto de los personajes, sobre todo aquellos que procedían de ambientes marginales. Para lograrlo, se recurrió a escenarios reales: los alrededores de Madrid, los juzgados de Plaza de Castilla para los juicios o la cárcel de Carabanchel para las escenas de locutorio; esto dificultó la grabación, ya que tenían horarios muy rígidos para grabar en algunas localizaciones, como en el interior de los juzgados, donde solo era posible trabajar en horario de tarde; fruto de ello, la grabación se prolongó a lo largo de un año. De hecho, el rodaje de  Turno de oficio se demoró tanto, que a pesar de que este era el primer trabajo en pantalla de Echanove, apareció antes la película Tiempo de silencio, que fue su segundo trabajo.

## Recepción y legado
Turno de oficio tuvo una magnífica acogida por parte de la crítica desde el primer momento. De este modo, Ramón Miratvilla indicó en El Periódico que la serie “es la indiscutible estrella de las producciones propias”, valorando su capacidad para mostrar la España de la época. Por su parte, Vicente Molina-Foix alabó desde El País el cambio de registro de Juan Luis Galiardo y la capacidad de Juan Echanove para resultar un protagonista atractivo por su inteligencia, no por su físico. Por su parte, Jose Mª Baget Herms alabó desde La Vanguardia los “guiones  sólidos y bien contados” y su enfoque neorrealista, si bien afeaba a Mercero el uso excesivo del lenguaje soez, que no veía apropiado para televisión a pesar de ser realista.
El paso de los años no ha hecho cambiar de opinión a la crítica, que sigue valorando muy positivamente la serie. Javier Zurro seguía coincidiendo, en El Español, que hallaba entre las diez mejores series creadas por RTVE, valorando su realismo, considerando a Mercero “uno de los más grandes en la ficción televisiva” y aplaudiendo los papeles interpretados por Galiardo y Echanove. También Mireia Mullor, en Esquire, la considera una de las mejores series de abogados emitidas en nuestro país.

### Secuela
La serie contó con una secuela, Turno de oficio: 10 años después, compuesta por 26 capítulos que se estrenaron entre el 24 de abril de 1996 y el 21 de marzo de 1997. La producción volvió a requerir un año de grabaciones y costó 1164 millones de pesetas (unos 7 millones de euros) Manuel Matji fue quien dirigió la mayoría de los episodios de la nueva temporada, con la ayuda de Echanove, que dirigió cinco; Mercero y Valcárcel se hallaban ocupados con Farmacia de Guardia para Antena 3.
La secuela recuperó al reparto original, compuesto por Juan Luis Galiardo, Carme Elías y Juan Echanove, salvo a Irene Gutiérrez Caba, pues tanto la actriz como su personaje habían fallecido. El final abierto se hizo con la esperanza de realizar una tercera parte.

## Premios
TP de Oro
| Año  | Categoría            | Nominados            | Resultado |
| ---- | -------------------- | -------------------- | --------- |
| 1986 | Mejor serie nacional | Mejor serie nacional | Ganadora  |
| 1986 | Mejor actor          | Juan Luis Galiardo   | Nominado  |

Fotogramas de Plata
| Año  | Categoría                      | Nominados          | Resultado |
| ---- | ------------------------------ | ------------------ | --------- |
| 1986 | Mejor intérprete de televisión | Juan Echanove      | Ganador   |
| 1986 | Mejor intérprete de televisión | Carme Elías        | Nominada  |
| 1986 | Mejor intérprete de televisión | Juan Luis Galiardo | Nominado  |